# Messaggio

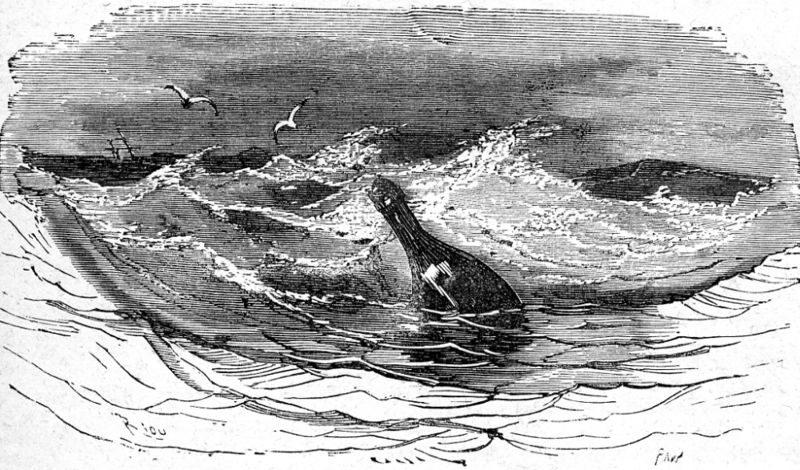
Illustrazione di Édouard Riou raffigurante un messaggio in bottiglia

Per messaggio si intende il testo di una comunicazione diretta da un mittente a un destinatario: soventemente utilizzato è uno scritto, cartaceo o telematico; allo scopo si possono utilizzare dei mezzi di comunicazione di massa, o strumenti vari quali la lettera, l'e-mail, l'SMS e l'MMS, il post, il telegramma, il telefax.

## Messaggio scritto
Di un messaggio scritto si possono conoscere i seguenti parametri, caratteristiche ed estremi:
- la lingua o il codice in cui è composto. Di solito si procura che sia accessibile al destinatario.
- l'autore, che tuttavia spesso non è certo. Di solito si dichiara nella firma; se scrive a mano o a macchina, si può conoscere dalla scrittura. Quando non si dichiara, il messaggio è anonimo; quando è dubbio, si può parlare di testo apocrifo. A volte il messaggio viene da una persona giuridica, nel qual caso può recare la firma di chi ne risponde e, certe volte, di chi lo scrive materialmente. La persona giuridica di solito si dichiara nell'intestazione o nel timbro (vedi: lettera).
- il momento in cui è stato scritto, o data, se l'autore lo ha indicato o se si può intendere dal contesto.
- il mittente, che nei canali telematici si conosce da un numero o da un indirizzo.
- il momento in cui è stato inviato o preso in consegna dal vettore: per esempio dal timbro postale o automaticamente, nel caso di dispositivi telematici.
- il tramite, detto anche "vettore" o (se è un privato) "latore". I più comuni sono la posta, i server di posta elettronica, i servizi di telefonia fissa o mobile, il telegrafo, il corriere espresso. Vanno ricordati a parte il messo comunale, l'ufficiale giudiziario, i canali diplomatici. Talora il messaggio è lasciato in un posto dove il destinatario lo può ritirare, per esempio una portineria, una segreteria, una cancelleria.
- alcuni punti del percorso, quali possono essere i server di posta elettronica o le sedi da cui passa una lettera raccomandata.
- il momento in cui viene consegnato o ricevuto: per esempio dal timbro postale, o tramite dispositivi automatici che cambiano a seconda dell'apparecchio telematico o telefonico (vedi in particolare e-mail).
- il ricevente, che a volte è anche il destinatario, ovvero un intermediario incaricato di trasmetterlo o di renderlo comprensibile (è il caso della traduzione o della crittografia). Si conosce dall'indirizzo o dal numero di telefono; può essere anonimo, come nel caso d'una cassetta postale.
- il destinatario, che, quando non è lo stesso ricevente, spesso è indicato nella formula d'apertura o nel corpo del messaggio. Se il messaggio è diretto a una persona giuridica, può non esser noto l'individuo che se ne occuperà; tuttavia è buona norma dirigerlo a qualcuno, quando se ne conosca il nome o l'incarico.[1]

## Messaggio vocale
Sono messaggi vocali quelli che, parlando al telefono, vengono registrati da una segreteria telefonica.
Tutti i messaggi passano per un canale, che varia a seconda del tipo di messaggio (vedi comunicazioni). In politica, si ritrova spesso il termine messaggio per indicare uno scambio d'informazioni ufficiale tra istituzioni o tra istituzioni e opinione pubblica. In informatica, la parola messaggio ha numerosi significati specifici: si veda per esempio i messaggi nei sistemi distribuiti e i messaggi nelle reti di computer.